# Leslie-Anne Huff
Leslie-Anne Huff (* 25. August 1984 in San Fernando Valley, verheiratete Leslie-Anne Panaligan) ist eine US-amerikanische Schauspielerin philippinischer Herkunft.

## Karriere
Die Tochter eines US-Amerikaners britischer Herkunft und einer Philippinerin wurde in San Fernando Valley, Kalifornien geboren. Huff hat einen Abschluss der University of California, Berkeley. 2006 war sie erstmals im Fernsehen zu sehen: Sie wirkte in einer Episode der Serie CSI: NY mit. Eine größere Besetzung hatte sie in der Serie MacKenzie Falls inne. 2009 wirkte sie in einigen Episode der Serien Zeit der Sehnsucht, Zack & Cody an Bord und 10 Dinge, die ich an dir hasse oder auch Greek. Auch im folgenden Jahr war sie in der Regel in einer Episode von TV-Serien wie Chuck, Miami Medical, Sonny Munroe, Pair of Kings – Die Königsbrüder oder  Navy CIS zu sehen. 2013 nahm sie eine Auszeit von der Schauspielerei. 
Sie spielte in der Serie Pun Plip Pridays on Kababayan Today mit, wo sie auch am Drehbuch beteiligt war. In der siebten Staffel von Vampire Diaries und in der dritten Staffel von The Originals war Huff als Vampirjägerin Rayna zu sehen.
Sie ist seit dem 30. Juni 2012 mit dem Filmproduzenten Reggie Panaligan verheiratet. Sie arbeitet allerdings weiterhin unter ihrem Geburtsnamen.

## Filmografie
- 2006: CSI: NY (Fernsehserie, Episode 2x21)
- 2008: Invincible (Fernsehserie, 2 Episoden, Stimme)
- 2009: The Pantsless Lifestyle (Kurzfilm)
- 2009: MacKenzie Falls (Fernsehserie, 9 Episoden)
- 2009: Frozen Kiss
- 2009: Zeit der Sehnsucht (Days of Our Lives, Fernsehserie, 2 Episoden)
- 2009: The Odd Squad Episode 1: Making History
- 2009: Zack & Cody an Bord (The Suite Life on Deck, Fernsehserie, Episode 2x04)
- 2009: 10 Dinge, die ich an dir hasse (10 Things I Hate About You, Fernsehserie, 2 Episoden)
- 2009: Greek (Fernsehserie, Episode 3x04)
- 2010: Chuck (Fernsehserie, Episode 3x06)
- 2010: Miami Medical (Fernsehserie, Episode 1x09)
- 2010: Sonny Munroe (Sonny with a Chance, Fernsehserie, 2 Episoden)
- 2010: Pair of Kings – Die Königsbrüder (Pair of Kings, Fernsehserie, Episode 1x04)
- 2010: Navy CIS (NCIS, Fernsehserie, 2 Episoden)
- 2010: Strawberry Cliff
- 2010: Prominare (Kurzfilm)
- 2011: Bones – Die Knochenjägerin (Bones, Fernsehserie, Episode 6x14)
- 2011: The Protector (Fernsehserie, Episode 1x08)
- 2011: Mardi Gras: Die größte Party ihres Lebens (Mardi Gras: Spring Break)
- 2012: Cowgirls and Angels – Ein himmlisches Pferdeabenteuer (Cowgirls 'n Angels)
- 2012: The Money Shot (Kurzfilm)
- 2014: Cowgirls and Angels 2: Dakotas Pferdesommer (Dakota's Summer)
- 2014: The Middle (Fernsehserie, Episode 5x18)
- 2014: Rosie (Kurzfilm)
- seit 2014: Pun Plip Pridays on Kababayan Today (Fernsehserie)
- 2015: The LifeSavers (Kurzfilm)
- 2015: Luna (Kurzfilm)
- 2016: Vampire Diaries (Fernsehserie, 9 Episoden)
- 2016: The Originals (Fernsehserie, Episode 3x14)
- 2018: Young & Hungry (Fernsehserie, Episode 5x12)
- 2019: This isn't Funny (Fernsehfilm)
- 2019: Johnno and Michael Try (Fernsehserie, Episode 2x07)